# Крістіан Габріель Коломбо
Крістіан Габріель Коломбо (ісп. Chrystian Gabriel Colombo, нар. Сапала, 1952) — аргентинський економіст і політик, голова уряду країни за часів президентства Фернандо де ла Руа.